# Helmut Kindl

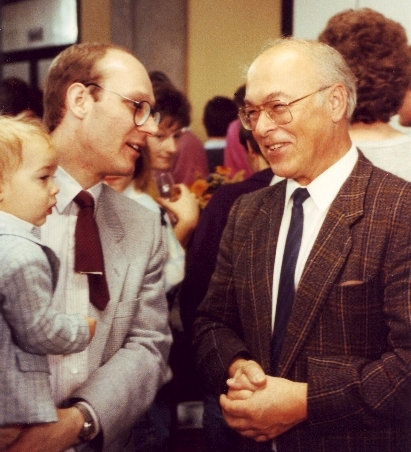
Helmut Kindl (rechts) im Gespräch mit Kurt Engeland (links) (Marburg, 1990)

Helmut Kindl (geboren am 23. Januar 1936 in Linz) ist ein österreichischer Biochemiker mit Forschungsschwerpunkten Naturstoffchemie und Genexpression in der Pflanzenphysiologie, der von 1971 bis 2001 als Professor am Fachbereich Chemie der Philipps-Universität Marburg tätig war.

## Akademische Laufbahn
Nach der Matura studierte Helmut Kindl von 1954 bis 1962 an der Universität Wien, u. a. bei Gerhard Billek, das Fach Chemie, das er 1960 mit dem Diplom und 1962 mit der Promotion abschloss. Anschließend war er Wissenschaftlicher Assistent bei Otto Hoffmann-Ostenhof in Wien in der biochemischen Abteilung des dortigen Instituts für Organische Chemie, die 1969 zur Lehrkanzel für Biochemie und 1970 zum Institut für Allgemeine Biochemie aufgewertet wurde, und führte Arbeiten zur Biosynthese von Cyclitolen in Pflanzen und Pilzen durch.
Ab 1967 war Kindl Postdoktorand bei Edward W. Underhill am Plant Biotechnology Institute des National Research Council of Canada in Saskatoon, Kanada, wo er über den Stoffwechsel aromatischer Aminosäuren in Pflanzen (Schwerpunkt: Biosynthese von Glucosinolaten und Stilbenen) arbeitete. Nach der Habilitation 1969 war er Universitätsdozent für Biochemie an der Universität Wien.
Seit 1971 bis zu seiner Emeritierung im Jahr 2001 hatte Helmut Kindl eine C4-Professur für Biochemie an der Universität Marburg inne. Die Fachrichtung Biochemie ist Teil des Fachbereichs Chemie, der schon während der aktiven Zeit von Helmut Kindl auf den Lahnbergen in Marburg angesiedelt war. 1978/79 und 1994/95 war er Dekan des Fachbereichs Chemie. Im Jahr 2001 erfolgte die Emeritierung.

### Forschungsgebiete

Pflanzliche Zelle

Helmut Kindl forschte auf dem Gebiet der Pflanzenphysiologie mit den speziellen Schwerpunkten Naturstoffchemie von Metaboliten, Funktion von Peroxisomen und Stressantwort in Pflanzenzellen.
- Klassische Naturstoffchemie
  - Cyclitole (Hexahydroxycyclohexane)
  - Glucosinolate und Stilbene (aromatische Aminosäurederivate)
  - Polyketide
  - Phytoalexine

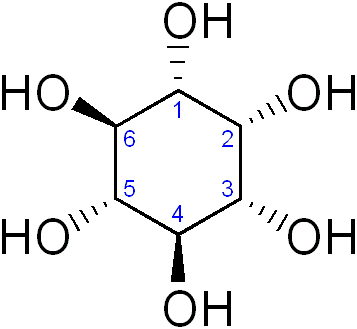
Inositol, ein Cyclitol
Glucosinolat (Senfölglycosid)
Grundgerüst von trans- und cis-Stilben

- Signaltransduktion und Genaktivierung (temporäre Genexpression bei Zellen in Suspensionskultur)
- Peroxisomen
  - Biosynthese zellulärer Makrostrukturen, beispielsweise Peroxisomen
  - Abbau von Fettsäuren in Peroxisomen
  - Proteintransport in Peroxisomen
- DFG-Projekt: Proteintransfer zu Lipidkörpern (Förderung 1991 bis 2000)
- DFG-Projekt: Struktur und Funktion von pilzlichen Chaperonen sowie deren Beeinflussung durch phenolische Bodeninhaltsstoffe (Förderung von 1996 bis 1999)
- Induzierte Resistenz bei Pflanzen

Von 1971 bis 2001 wurden unter der Leitung von Helmut Kindl 62 Diplomarbeiten im Fach Biochemie angefertigt, und 60 Doktoranden schlossen mit einer Promotion ab, darunter Frauke Melchior (später: Professur für Molekularbiologie, Zentrum für Molekulare Biologie Heidelberg), Hans-Hermann Gerdes (Professur für Biomedizin, Universität Bergen, Norwegen und Universität Heidelberg), Ivo Feußner (Professur in der Abteilung Biochemie der Pflanze, Albrecht-von-Haller-Institut der Universität Göttingen) und Kurt Engeland (Professur für Molekulare Onkologie, Medizinische Fakultät, Universität Leipzig).

### „Kindl-Seminar“
1972 initiierte Helmut Kindl eine Reihe von interdisziplinären, fachbereichübergreifenden Seminaren, in denen neuere Arbeiten aus der Biochemie besprochen wurden, die in den Marburger Fachbereichen unter der Bezeichnung „Kindl-Seminare“ bekannt wurden. Daraus entwickelten sich nachfolgend zwei Marburger DFG-Graduiertenkollegs: Enzymchemie (1990–2000, Sprecher Prof. Rudolf Thauer) und Proteinfunktion auf atomarer Ebene (2001–2006; Sprecher Prof. W. Buckel).

### Publikationen

#### Dissertation und Habilitation
- 1962: Zur Biogenese des Hydrangenols und anderer phenolischer Inhaltsstoffe der Saxifragaceae, Dissertation an der Universität Wien
- 1969: Stoffwechselübergänge von aromatischen Aminosäuren zu Arylessigsäurederivaten in höheren Pflanzen, Habilitation an der Universität Wien

#### Bücher
- Helmut Kindl: Cyclitols and Phosphoinositides, Oxford, Pergamon Press (1966)
- Helmut Kindl: Biochemie – Ein Einstieg, Vieweg+teubner (1981), ISBN 978-3528072544.
- Helmut Kindl (1. Auflage mit G. Wöber): Biochemie der Pflanzen: Ein Lehrbuch, Springer-Verlag, (1. Auflage 1975; 4. Auflage 1994), ISBN 978-3-662-06055-1.

#### Publikationen in Journalen
Während seiner Karriere publizierte Helmut Kindl zusammen mit Mitarbeitern mehr als 160 Artikel in nationalen und internationalen Journalen.

## Privates
Helmut Kindl ist verheiratet; das Ehepaar hat drei Kinder.

## Weblink
- Philipps-Universität Marburg: Fachbereich Chemie, Prof. Dr. Helmut Kindl